# 온타리오 나이프 컴퍼니

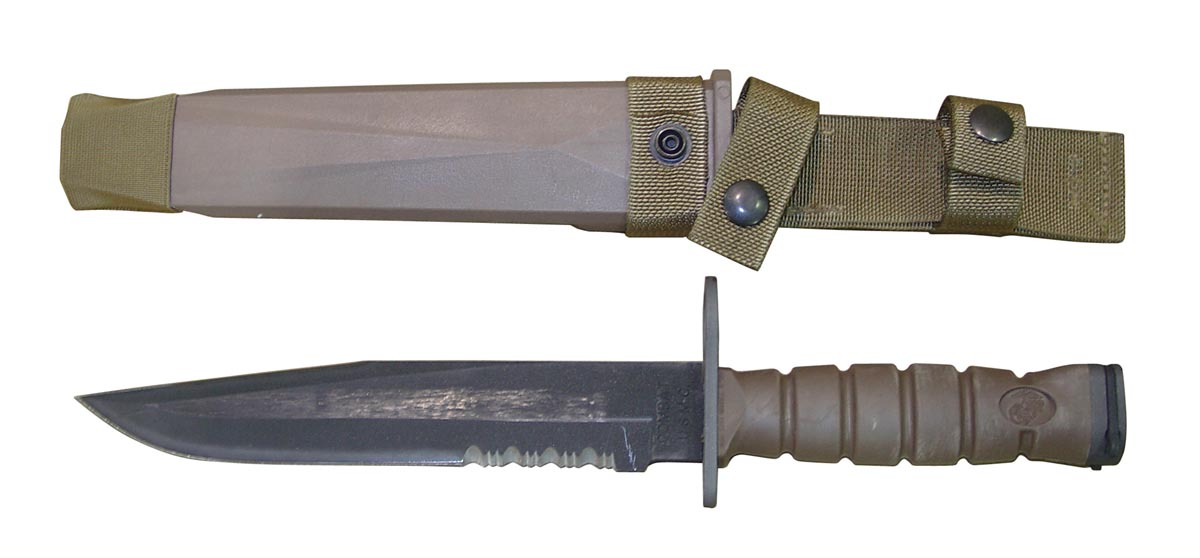
OKC-3S 총검

온타리오 나이프 컴퍼니(Ontario Knife Company, OKC)는 나이프나 다른 도구를 만드는 회사이다.

## 역사
온타리오 나이프 컴퍼니는 1889년 뉴욕 나폴리에서 설립되었다. 현재 뉴욕주 프랭클린빌에 위치해 있으며, 대부분의 제품들이 제조되고 있다.
온타리오 나이프 컴퍼니는 군용 칼의 공급자로 가장 잘 알려져 있다. 그들은 수 년에 걸쳐 M7 총검, USAF 서바이벌 나이프, M1942 마체테, 해군 MK3 MOD 0 다이빙/서바이벌 나이프, M9 총검, 그리고 가장 최근에는 USMC OKC-3S 총검과 같은 제품들을 미군에 공급했다. 그들은 또한 미국 육군이 에어워리어 장비 시스템에 포함하기로 선택한 에어크루 서바이벌 출구 나이프(ASEK) 시스템 제작 계약을 따냈다. 이 칼은 미국 육군이 정의한 기준을 충족하기 위해 PM 솔저와 미국 육군 솔저 시스템 센터에 의해 테스트되고 승인되었으며, 기능에는 플렉시글라스 브레이커, 망치, 톱니, 톱니, 톱니, 창구멍, 랜야드 홀, 절연 가드가 포함된다.

## 군용 생산
온타리오 나이프 컴퍼니는 군사용 칼의 라인업을 보완하기 위해 최신식 손잡이와 칼집 디자인을 갖춘 인기 있는 군용/생존용 칼날 디자인을 많이 갖춘 스펙플러스 시리즈와 군용/생존용 칼이 장착된 금속 힐트와 안마를 특징으로 하는 프리덤 파이터 시리즈를 포함한 여러 상업용 라인을 생산한다. 그들의 Randall's Adventure & Training 서바이벌 나이프는 인기 있는 야외 생존 훈련 및 탐험 회사인 Randall's Adventure & Training과 함께 디자인되었다.이 라인업에는 오리지널 RTAK(이전에는 뉴트 라이브세이 블레이즈가 생산)와 TAK-1과 RAT-7이 포함되며, 두 모델 모두 미군이 채택했다.
또한 저스틴 깅리치, 브램 프랭크, 그리고 유명한 보위 나이프 전문가이자 나이프 제조자인 빌 백웰과 같은 다른 디자이너들과 협업하여 백웰의 유명한 디자인 중 몇 가지를 저렴한 비용으로 선보였다.
온타리오 나이프 컴퍼니는 스포츠/아웃도어 나이프 외에도 올드 히코리 주방 클커틀리, 산업 및 농산물, 과학 기술 도구 및 기구 등 다양한 종류의 칼과 도구를 생산하고 있다. 온타리오 나이프 회사는 또한 개인 상표의 칼과 칼의 주요 공급자이다.